# Sam Spruell
Pour les articles homonymes, voir Spruell.
Sam Spruell, né le 1er janvier 1977 à Londres, est un acteur britannico-américain.

## Biographie
Sam Spruell a commencé par jouer dans des films britanniques puis des seconds rôles dans des films américains (Les Insurgés, K-19 : Le Piège des profondeurs, Blanche-Neige et le Chasseur ou encore Valérian et la Cité des mille planètes).

## Filmographie

### Cinéma
- 2002 : K-19 : Le Piège des profondeurs (K-19: The Widowmaker) de Kathryn Bigelow : Dmitri
- 2003 : La Mort d'un roi (To Kill a King) de Mike Barker : un gardien du roi
- 2006 : London to Brighton de Paul Andrew Williams : Stuart Allen
- 2006 : Venus de Roger Michell : le directeur de l’hôpital
- 2007 : Tick Tock Lullaby de Lisa Gornick : Steve
- 2007 : Elizabeth : L'Âge d'or (Elizabeth: The Golden Age) de Shekhar Kapur : un tortionnaire
- 2008 : Les Insurgés (Defiance) d'Edward Zwick : Arkady Lubczanski
- 2009 : Démineurs (The Hurt Locker) de Kathryn Bigelow : Charlie
- 2012 : Blanche-Neige et le Chasseur (Snow White & the Huntsman) de Rupert Sanders : Fin
- 2013 : Cartel (The Counselor) de Ridley Scott : Wireman
- 2013 : Sixteen (en) de Rob Brown : Liam
- 2014 : Les Poings contre les murs (Starred Up) de David MacKenzie : l'adjoint du gouverneur Hayes
- 2014 : The Voices de Marjane Satrapi : Dave
- 2014 : Dangerous People (Good People) de Henrik Ruben Genz : Jack Witkowski
- 2015 : Taken 3 d'Olivier Megaton : Oleg Malenkov, le trafiquant d'armes
- 2015 : Enfant 44 (Child 44)) de Daniel Espinosa : docteur Tyapkin
- 2015 : Legend de Brian Helgeland : Jack McVitie
- 2015 : Seul sur Mars (The Martian) de Ridley Scott : un psychologue de la NASA (non crédité)
- 2015 : The Lady in the Van de Nicholas Hytner : un jeune homme
- 2017 : Sand Castle de Fernando Coimbra : premier lieutenant Anthony
- 2017 : Valérian et la Cité des mille planètes de Luc Besson : général Okto-Bar
- 2018 : Outlaw King : Le Roi hors-la-loi (Outlaw King) de David Mackenzie : Aymar de Valence
- 2018 : Le Monde est à toi de Romain Gavras : Bruce
- 2019 : The Informer de Andrea Di Stefano  : Slewitt
- 2021 : The Amazing Mr. Blunden de Mark Gatiss : Bertie
- 2021 : The Hanging Sun de Francesco Carrozzini : Aaron et Nicolas
- 2023 : Les Colons de Felipe Gálvez : Colonel Martin
- 2024 : Ma famille chérie d'Isild Le Besco : William

### Télévision
- 2010 : Luther : Owen Lynch (1 épisode)
- 2014-2015 : The Last Ship : Dr Quincy Tophet (principal saison 1, invité saison 2)
- 2015 : The Bastard Executioner : Toran Prichard (10 épisodes)
- 2015 : Catastrophe : Owen (1 épisode)
- 2020 : Small Axe : Frank Pulley (1 épisode : Mangrove)
- 2021 : The North Water : Cavendish (4 épisodes)
- 2021 : Doctor Who : Maelström (saison 13)
- 2023 : Fargo : Ole Munch (saison 5)